# Dokument Schechtera
Dokument Schechtera – dokument odkryty w genizie kairskiej przez Salomona Schechtera. Obok Listu króla Józefa, jeden z dwóch przetrwałych do dziś zabytków piśmiennictwa chazarskiego.

## List
List Schechtera jest wiadomością od nieznanego chazarskiego autora do nieznanego żydowskiego dygnitarza. Według wielu osób mógł być adresowany do Chasdaja ibn Szapruta przez konstantynopolskiego Chazara po jego pierwszej, nieudanej próbie korespondencji z chazarskim królem Józefem. List był częścią Genizy Kairskiej, podarowanej przez Schechtera Uniwersytetowi Cambridge w roku 1898. Większa część foliału jest nieczytelna i do dziś pozostały tylko dwa urywki. 

## Nawrócenie
List Schechtera zawiera świadectwo nawrócenia Chazarów, różniące się od tego, które podaje Kuzari. Według tego listu Żydzi z Persji i Armenii uciekając przed prześladowaniami zasymilowali się prawie całkowicie pośród przyjmujących ich Chazarów. Później pojawił się mocny przywódca, (prawdopodobnie ’’Bułan ’’, w ’’Liście Schechtera’’ nazwany ’’Sabrielem’’), który ogłosił się władcą Chazarów. Sabriel był potomkiem żydowskich osadników z wcześniejszych fal migracyjnych a jego żona Sera przekonała go do przyjęcia judaizmu. Dalsze części listu, poza kilkoma fragmentami są w większości zniszczone. 

## HLGW i Romanus
Kolejną ocalałą częścią listu jest świadectwo o niedawnych dla autora wydarzeniach – wyprawie na Chazarów dokonanej przez HLGW (najprawdopodobniej Olega), księcia ruskiego, z namowy imperatora bizantyjskiego Romana Lekapena. Roman, prześladowca żydów, mógł podejmować kroki, uniemożliwiające chazarską zemstę za jego posunięcia w polityce wewnętrznej. Zgodnie z listem, HLGW zostaje pokonany przez chazarskiego wodza Pesacha w okolicach Tamanu. Pod groźbą śmierci HLGW zgadza się na przeprowadzenie ataku na Konstantynopol (rzeczywiście, taki najazd miał miejsce w roku 941), skąd, pokonany ucieka do Persji, gdzie umiera.

## Znaczenie tekstu
List podważa wiele od dawna utwierdzonych przekonań. Po pierwsze, jego wersja nawrócenia postuluje częściowo żydowskie pochodzenie Chazarów współczesnych autorowi. Niezależnie od precyzji tego przekazu, wskazuje on że Chazarowie postrzegali samych siebie jako część światowej społeczności żydowskiej. List zawiera również wiadomość o tym, że niedługo po chazarskim nawróceniu na judaizm niektórzy Alanowie już praktykowali tę religię, czego potwierdzeniem była obrona Chazarii przez Alanów od ich wrogów (wersy 52–53). Jest to jedyne potwierdzenie zapisu Beniamina z Tudeli o judaizmie w Alanii. Tekst wzmiankuje także Olega. Zgodnie z Kroniką Nestora, Oleg zmarł w roku 913 a jego następca, książę Igor rządził aż do swojej śmierci w roku 944. Całe lata uczeni ignorowali świadectwo Listu Schechtera; jednak ostatnio Constantine Zuckerman stwierdził, że ten list zgadza się z różnymi źródłami ruskimi i sugeruje on walkę we wczesnej Rusi pomiędzy frakcjami lojalnymi wobec Olega i Igora Rurykowicza, przegraną w końcu przez Olega. Zuckerman postuluje przedatowanie wczesnej chronologii Rusi w świetle tych źródeł. Według przekonań Zuckermana i innych, którzy przejrzeli te źródła, Chazarowie utracili Kijów dopiero w początku lat 900 (raczej niż w roku 882, przyjmowanym dotychczas); Igor nie był synem Ruryka a raczej dalszym potomkiem, oraz Oleg nie był bezpośrednim następcą Ruryka, a od legendarnego pana Waregów oddzielało go zapomniane pokolenie.